# نظرية النظم الوظيفية

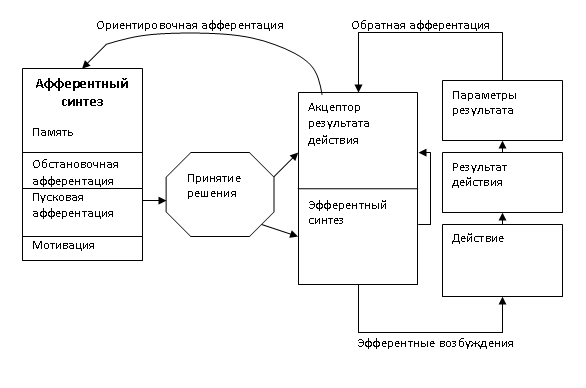

نظرية النظم الوظيفية هو نموذج يصف هيكل قواعد السلوك تم إنشاؤه من قبل عالم الأحياء والفيزيولوجي الروسي بويتر أنوخين.
حيث وضع أنوخين أنظمة وظيفية قدمها كبديل للمفهوم السائد لردود الفعل. فخلافًا لردود الفعل، لا تكون النقاط النهائية للنظام الوظيفي هي الأفعال نفسها وإنما النتائج التكييفية لهذه الأفعال. وعلى عكس ردود الأفعال، التي تعتمد على الانتشار الخطي للمعلومات من المستقبلات إلى الأعضاء التنفيذية من خلال النظام العصبي المركزي، فإن النظم الوظيفية عبارة عن أنظمة ذاتية التنظيم غير خطية مكونة من العناصر الموزعة بالتزامن.
«إن مبدأ النظم الوظيفية» يشير إلى مجموعة من الآليات الخاصة للجسم في النظام الشمولي للتصرف السلوكي المتكيف، وتأسيس «الوحدة التكاملية».
هناك نوعان من النظم الوظيفية: 
- يعمل النظام من النوع الأول على توفير التوازن بسبب الموارد (الحالية) الداخلية للجسم، داخل حدودها (مثل ضغط الدم).
- يدعم النظام من النوع الثاني الاستقرار الداخلي بسبب تغيير التفاعل، والسلوك مع العالم الخارجي وهي أساس أنواع مختلفة من السلوك.

## مراحل الفعل السلوكية
- توليف الوارد
توجد هناك إثارة في الجهاز العصبي المركزي والذي من شأنه أن يتفاعل مع الإثارات الأخرى: حيث يقوم الدماغ بتحليل هذه الإثارات. وعلى أثرها يحدد العوامل التالية:
  - الدافع
  - الإثارة الواردة باللمس (وهي الإثارة الناجمة عن المنبهات المكيفة وغير المشروطة)
  - الإثارة الواردة حسب الوضع (وهي المحيط المألوف الذي يتسبب في رد الفعل والقوالب النمطية الديناميكية)
  - الذاكرة (للأنواع والأفراد)
- اتخاذ القرار 
  - تشكيل متقبل نتيجة عمل (خلق صورة مثالية وأهداف الإبقاء عليها، ويفترض، انتشارها على المستوى الفسيولوجي في الإثارة العصبونية الحلقية)
  - توليف الصادر (أو مرحلة من مراحل البرنامج، دمج الإثارات الجسدية واللاإرادية في فعل سلوكي فردي. فيتشكل الفعل، ولكنه لا يظهر خارجيًا)
- الفعل (سلوك تنفيذ البرنامج)
- نتيجة تقييم العمل 
في هذه المرحلة، تتم مقارنة التطبيق الفعلي للصورة المثالية التي أنشئت خلال تكوين نتيجة المستقبل للفعل (العكس يُحدث توليفًا) على أساس المقارنة بين العمل، أو المعدل، أو المنتهي.
- تلبية الاحتياجات (السماح بإنهاء المرحلة)

إن اختيار الأهداف وأساليب تحقيقها هي العوامل الرئيسية التي تنظم السلوك. ووفقًا لأنوخين، ففي تكوين التغذية الرجعية لتوليف العمل السلوكي مقارنة بمستقبل النتيجة يُعطي أحاسيس ظرفية تؤثر في تصحيح أو إنهاء الفعل (نوع آخر من الأحاسيس، المؤدي إلى أحاسيس، مرتبطة بتلبية أو عدم تلبية الاحتياجات بشكل عام، بالإضافة إلى تكوين الهدف). وبالإضافة إلى ذلك، تؤثر على سلوك ذكريات من الأحاسيس الإيجابية والسلبية.
وبشكل عام، يتميز قانون السلوكية التي كتبها بدور هام وفعال في هذا الموضوع. 

## المؤلفات
- N. N. Danilov, A. L. Krylov Physiology of higher nervous activity. - Rostov-na-Donu: Feniks, 2005. - S. 239-251. - 478. - (Textbooks MSU). - 5000 copies. - ISBN 5-222-06746-7 (بالروسية)